# Anaplasmataceae
Anaplasmataceae é uma família do filo Proteobacteria.

## Gêneros
- Anaplasma Theiler 1910
- Aegyptianella Carpano 1929
- Ehrlichia Moshkovski 1945
- Neoehrlichia
- Neorickettsia Philip et al. 1953
- Wolbachia Hertig 1936
- Xenohaliotis